# Jandarma
La Jandarma (ovvero, in italiano: Gendarmeria) nome completo Jandarma Genel Komutanlığı, è una delle branche delle forze armate turche e svolge compiti di gendarmeria in Turchia.
La Jandarma, durante i periodi di pace, risponde al ministero dell'interno, e svolge compiti di ordine pubblico, controllo delle frontiere e generali compiti di polizia soprattutto nelle zone rurali. Nei periodi di guerra invece è posta sotto il comando del Ministero della difesa nazionale.
All'interno del corpo è presente la AS.IZ, una polizia militare che si occupa solo di arrestare i militari colpevoli.

## Storia
Fondata nel 1839 durante l'Impero ottomano. Con la repubblica di Turchia fu rifondata nel 1930.
Nel 1956 fu assegnato al Comando Generale della Jandarma anche il compito di proteggere le frontiere. Nel 1961 fu istituita la sua prima unità aerea. Nel 1974 prese parte all'invasione turca di Cipro.
Nel 2008 l'organico contava 100.000 unità e 50.000 riservisti. Nel 2016 il Comando Generale della Gendarmeria è stato posto alle dipendenze del Ministero dell'Interno, e non fanno più parte delle  Forze armate turche.

## Equipaggiamento

### Mezzi Aerei
| Aeromobile                     | Origine            | Tipo                          | Versione (denominazione locale) | In servizio (2024) | Note | Immagine |
| Aeromobili a pilotaggio remoto |                    |                               |                                 |                    | |          |
| Baykar Bayraktar Akıncı        | Turchia            | UAV                           | Akinci-B                        | 3                  | 3 Akinci-B consegnati a luglio 2025. |          |
| Baykar Bayraktar TB2           | Turchia            | UAV                           | TB2                             | 40                 | 40 TB2 consegnati a partire dal 2017. |          |
| Elicotteri                     |                    |                               |                                 |                    | |          |
| Agusta-Bell AB-205             | Italia Stati Uniti | elicottero utility            | AB-205                          | 24                 | 24 AB-205 ricevuti a partire dal 1974. |          |
| TAI T129 Atak                  | Turchia            | elicottero d'attacco          | T129B                           | 11                 | 18 T129B ordinati nel 2017. Ulteriori 6 T129B sono stati ordinati a marzo 2021.                                                                             |          |
| Mil Mi-17 Hip                  | Russia             | elicottero da trasporto medio | Mi-17-1V                        | 17                 | 20 Mi-17-1V ricevuti a partire dal 1996. |          |
| Sikorsky UH-60 Black Hawk      | Stati Uniti        | elicottero utility            | S-70A-28T-70                    | 352                | 35 S-70A-28 ricevuti a partire dal 1988. 33 T-70 ordinati, costruiti su licenza dalla turca TAI, il primo dei quali è stato consegnato il 13 dicembre 2022. |          |
| TAI T625 Gökbey                | Turchia            | elicottero utility            | T625                            | 1                  | 3 T625 ordinati, con il primo esemplare consegnato il 29 ottobre 2024.                                                                                      |          |

### Aeromobili ritirati
- Agusta-Bell AB-206 - 17 esemplari (1969-1998)[2]
- Agusta-Bell AB-212 - 1 esemplare (1988-1990)[2]
- Bell 47G-3 - 6 esemplari (1975-1976)[2]